# Caccobius corniceps
Caccobius corniceps là một loài bọ cánh cứng trong họ Bọ hung (Scarabaeidae).